# محبة النحاس النادرة
محبة النحاس النادرة (الاسم العلمي: Cupriavidus pauculus) هي نوع من البكتيريا، سلبية الغرام، تتبع جنس محبة النحاس.